# 徐清源
徐 清源（ソ・チョングォン、서 청원、1943年4月3日 - ）は、大韓民国の政治家。朴槿恵の側近政治家として活動し、親朴派の最長老で、｢좌장（座長）」と呼ばれる。
キリスト教徒。本貫は大邱徐氏（達城徐氏）で、朝鮮時代の文臣の徐栄輔の6世孫にあたる。元江原道知事の安京鎮は姉の夫。

## 学歴
- 中央大学校師範大学附属高等学校（朝鮮語版）卒業
- 中央大学校政治外交学学士

## 来歴
- 1969年 ～ 1980年 : 朝鮮日報記者
- 1981年 : 第11代国会 民主韓国党 国会議員（初当選：第11代総選挙）
- 1985年 : 民主化推進協議会 常任運営委員
- 民主通信ニュースワイヤー編集主幹
- 1986年 : 民主化推進協議会 言論の自由特別委員会委員長
- 1988年 : 第13代国会 統一民主党 国会議員（第13代総選挙）
- 1989年 : 統一民主党スポークスマン
- 1989年 : 統一民主党 金泳三総裁秘書室長
- 1990年 : 第13代国会 民主自由党 国会議員（統一民主党から民主自由党へ党籍変更）
- 1992年 : 第14代国会 民主自由党 国会議員（第14代総選挙）
- 1993年 : 政務第1長官（朝鮮語版）
- 1996年 : 第15代国会 新韓国党 国会議員（第15代総選挙）
- 1996年 : 新韓国党 院内総務
- 1996年 : 国会運営委員会（朝鮮語版）委員長
- 1997年 : 第15代国会 ハンナラ党 国会議員
- 1998年 : ハンナラ党 事務総長
- 2000年 : 第16代国会 ハンナラ党 国会議員（第16代総選挙）
- 2002年5月 : ハンナラ党 代表最高委員（～2003年1月）
- ハンナラ党 中央選挙対策委員会委員長
- 2007年 : ハンナラ党大統領候補予備選挙において、朴槿恵候補陣営常任顧問
- 2008年3月 : 未来希望連帯 代表
- 2008年5月 : 第18代国会 未来希望連帯 国会議員（第18代総選挙）
- 2012年 : セヌリ党 総選挙選挙対策委員会常任顧問
- 2013年 : 第19代国会 セヌリ党 国会議員（10月30日再補欠選挙（朝鮮語版）華城市甲選挙区）
- 2016年 : 第20代国会 セヌリ党 国会議員（第20代総選挙）
- 2020年：自由共和党最高委員兼党務委員

## 不祥事

### 不法政治資金発覚
2002年の大統領選挙直前、党代表としてハンファグループとサン・アンド・ムーングループからそれぞれ10億ウォンと2億ウォンの不法な政治資金を受け取った疑いにより、2004年8月にソウル中央地方法院は徐に対し、懲役1年6か月、執行猶予3年、追徴金12億ウォンの刑を宣告した。なお、その時期に徐は脊椎の手術を受けたため、車椅子に乗って出廷した。また、事件発覚後に徐が一時拘束されたが、12日後に国会側から「不逮捕特権」の「議院の要求による開会中の釈放」という憲法44条2項の記載に基づく釈放要求決議案が出た。それにより2004年2月に一時釈放され、国会閉会後も病院に入院し「遅延戦略」を取ったが、結局1か月後の3月に検察側の要求により再び収監された。

### 選挙法違反
2008年8月14日、ソウル中央地方法院は議員在任中の徐に対し、党代表として第18代総選挙で比例代表職を金銭で売買したという疑惑が公職選挙法違反行為にあたるとして、懲役1年6か月の刑を宣告した。その後、大法院で刑が確定し、徐は議員資格を失った。

## 日韓関係

### 韓日議員連盟
2014年、徐清源は、韓日議員連盟会長に選出された。
2015年、徐清源は、韓日議員連盟会長として同行議員たちとともに訪日して、1月14日に谷垣禎一自由民主党幹事長と会談し、1月15日に安倍晋三首相に表敬訪問した。

### 韓日フォーラム
2019年5月3日、文喜相国会議長が立ち上げた議員外交を強化するための組織、韓日フォーラムの会長に就任。

## エピソード
光州事件の当時は朝鮮日報の特派員として現場を取材した。2019年2月に一部の自由韓国党議員が「光州事件北朝鮮介入説」を提起した時には無所属議員として「あり得ない」と反論した。
2016年11月、セヌリ党を離党した京畿道知事の南景弼は同じく親朴系の李貞鉉が代表となった以降の徐について、非朴系議員と対立する過程において「裏ではまるで軍事政権時代のような懐柔と圧迫で党内で強大な影響力を行使している」「組織暴力団のような事をやめて政界引退せよ」と非難した。